# Liga Saesa
La Liga Saesa, anteriormente conocida como Libsur Saesa, es una liga de básquetbol de Chile que se disputa en el primer semestre del año entre clubes desde las regiones de la Araucanía, Los Ríos y Los Lagos.
La Liga se juega desde 1999, y sirve como torneo clasificatorio para la Liga Nacional de Básquetbol. El equipo campeón del torneo y el segundo lugar clasifican para jugar la Copa Chile, contra el campeón y segundo lugar de la Libcentro.
En el año 2014 se crear una Segunda División. Con esto, el peor ubicado en primera división desciende a segunda y el mejor de segunda división asciende a primera, al final de cada temporada.
Por motivos de la pandemia la liga se vio interrumpida durante los años de 2020 y 2021. Volviendo a disputarse en 2022, con la modalidad de volver a unificar el torneo en una única División.